# 梶川孝義
梶川 孝義（かじかわ たかよし、1934年3月10日 - ）は、日本の元競泳選手。早稲田大学出身。第15回ヘルシンキオリンピック競技大会代表選手選考会を兼ねた第28回日本選手権水泳競技大会の100m平泳ぎで優勝し、200m平泳ぎで3位となり、オリンピック代表選手に選出された。その後1952年ヘルシンキオリンピックの競泳競技・男子200m平泳ぎに出場し、5位入賞した。
日本選手権水泳競技大会においては、前述のように1952年の100m平泳ぎで優勝しているほか、1951年・53年の200m平泳ぎで優勝している。

## 著書
- 『水泳入門 : 種目別上達法 きみもチャレンジ!! 基本の泳ぎ方と実戦テクニック』大泉書店、1988年。ISBN 4278046286。
- 『水泳 : 100m個人メドレーが泳げるようになる』新星出版社、1996年。ISBN 4405081395。